# Тимофєєв Михайло Михайлович
Михайло Михайлович Тимофєєв (1896, Санкт-Петербург — 1977, Москва) — діяч ГПУ /НКВД СРСР, генерал-майор. Один з організаторів Великого терору.

## Життєпис
Партійний стаж з 1917 р., стаж чекіста з 1920 г., освіта — початкова, курс Глухівської окружної школи радянського і партійного будівництва.
У 2010 році Службою безпеки України включений до Списку партійних і радянських керівників, керівних співробітників ОГПУ і ГПУ УРСР, винних у проведенні в Україні політики Голодомору-Геноциду і репресій.
- 05.1920 — 06.21 — начальник Особливого відділу 55-ї стрілецької дивізії
- 06.21 — 1923 — начальник військової групи Політичного бюро Куп'янської повітової ЧК, в Особливому відділі Харківської губернської ЧК, уповноважений Богодухівського окружного відділу ГПУ
- 1923 — 1924 — начальник Богодухівського — Охтирського окружного відділу ГПУ
- 1924 — 3.1928 — начальник Новгород-Сіверського — Глухівського окружного відділу ГПУ
- 03.1928 — 12.29 — помічник начальника Харківського окружного відділу ГПУ
- 01.12.1929 — 05.09.30 — начальник Криворізького окружного відділу ГПУ
- 14.02.1932 — 7.10.32 — начальник Донецького обласного відділу ДПУ
- 10.1932 — 3.03.33 — начальник Харківського обласного відділу ДПУ
- 03 — 09.1933 — начальник Дорожньо-транспортного відділу ОДПУ Південно-Західної залізниці
- 09.1933 — 01.1934 — заступник начальника Економічного управління ГПУ при РНК Української РСР
- з січня 1934 — начальник облуправління ГПУ — нач. УНКВС Чернігівської області;
- з 16.12.36 — начальник УНКВД Вінницької області;
- з 28.08.37 — начальник ББК і начальник ВТТ НКВС
- з 05.07.40 — начальник управління будівництва Пудожського комбінату НКВС (за сумісництвом);
- з 26.02.41 — начальник Управління таборів лісової промисловості (УТЛП) НКВС СРСР;
- з 28.05.47 — начальник ГУТЛП МВС СРСР;
- з 11.06.56 — на пенсії;

## Спецзвання
- з 29.11.35 — старший майор гб;
- з 14.02.43 — комісар гб;
- з 09.07.45 — генерал-майор;

## Нагороди
- орден Червоного Прапора (03.11.44, за вислугу років);
- орден Трудового Червоного Прапора (06.04.45, за виконання плану лісозаготівель).